# إنغبورغ ريفلينغ هاغن
إنغبورغ ريفلينغ هاغن (19 ديسمبر 1895 - 30 أكتوبر 1989) كانت مؤلفة وشاعرة ومديرة فنية نرويجية. وقد جعلتها كتاباتها وأنشطتها الداعمة للفنون شخصية ثقافية مهمة في النرويج خلال معظم القرن العشرين.

## سيرتها
ولدت إنغبورغ ريفلينغ هاغن في أبرشية تانغن في هدمارك بالنرويج. وكانت الطفلة الرابعة للطحان المحلي. توفي والدها شابًا وكان على الأسرة أن تعمل بجد من أجل إعالة نفسها. أُجبرت إنغبورغ وأخواتها الأصغر سنًا على ترك المدرسة الابتدائية والدخول إلى سوق العمل. وبصرف النظر عن السنة التي قضتها في مدرسة ثانوية عامة، فقد وفرت لها سبع سنوات من المدرسة الابتدائية التعليم الرسمي الوحيد. ومع ذلك كانت طفولتها ثرية بالتقاليد الشعبية القوية ورواية القصص، وكذلك بالوعي الديني القوي المستمد في الغالب من والدتها، التي علمت بتعاليم الداعية هانز نيلسن هاوغ (1771-1824).
في عام 1911 بدأت العمل كمربية أطفال لعائلة كيلاند في نيوكاسل أبون تاين في إنجلترا. وخلال هذا الوقت درست شكسبير لأول مرة. كما أنها تواصلت اجتماعيًا مع أعضاء آخرين من الطبقة العاملة المحلية. وكانت الذكرى التي حملتها من سنواتها في نيوكاسل هي اللغة الإنجليزية بلكنة جوردية والتي تحدثت بها طوال حياتها.
لقد منحتها تجارب العمل الشاق تعاطفًا اشتراكيًا قويًا في وقت لاحق من حياتها. وقد طورت آراء متعاطفة مع عامة الناس وكذلك مع ظروف الفقراء. ودعمت حزب العمال النرويجي معظم حياتها على الرغم من أنها عارضت في كثير من الأحيان البيانات السياسية الرسمية للحزب في السنوات اللاحقة. لكنها في المجمل أشادت بتطور دولة الرفاهية.

## مسيرتها المهنية
نشرت كتبها الأولى في عشرينيات القرن العشرين. وكانت رواياتها في مراحلها المبكرة تعبيرية ومبنية على بيئتها الأصلية في هدمارك. وكانت أول من استخدم اللهجات المحلية في هذا الجزء من النرويج، وبالتالي ألهمت كتاب المستقبل. وحققت إنجازًا غنائيًا في عام 1933، بإصدار كتاب لقصائد المهاجرين، يصف شوق المهاجر إلى الوطن.
خلال ثلاثينيات القرن العشرين بدأت هاغن التحذير من صعود الفاشية، جنبًا إلى جنب مع مؤلفين آخرين بما في ذلك نوردال غريغ وأرنولف أوفرلاند. وذهبت برحلة إلى إيطاليا، وشهدت مسيرة فاشية وخطابًا عامًا ألقاه بينيتو موسوليني. وعندما استخدمت هذه التجربة لاحقًا في رواية لها اتُهمت بالمبالغة، حيث لم تكن الصحافة اليمينية النرويجية في ذلك الوقت تعي تمامًا الخطر الفعلي.
أدى موقفها السياسي إلى مقاومة نشطة أثناء احتلال ألمانيا النازية للنرويج. وفي عام 1942 ألقي القبض عليها لمعارضتها نظام كفيشلينغ، وتمكنت من الخروج من السجن ونُقلت إلى المستشفى. ثم أُطلق سراحها عام 1944 وعاشت في عزلة بقية فترة الاحتلال.
بعد تحرير النرويج في عام 1945 بنت هاغن مقاومتها الخاصة تدريجيًا في محاولة لإيجاد طريقة لعرقلة الفاشية من الصعود مرة أخرى. وكان هذا أساس عملها الثقافي للأطفال المسمى «سوتونغ»، وهو بالأحرى مبدأ تربوي وليس حركة. وجمعت تدريجيًا المراهقين والطلاب حولها في منزلها فريدهايم في هدمارك. وقرأوا الكلاسيكيات، لشعراء مثل هنريك فيرغيلاند، وإبسن، وهانز كينك، ودانتي، وفيكتور هوغو، وتشارلز ديكنز، ودوستويفسكي وغيرهم. علاوة على ذلك درست ويليام شكسبير والكتاب المسرحيين اليونانيين وهوميروس والحكايات الشعبية من جميع أنحاء العالم. ثم نمت الحركة وأدت مع مرور الوقت إلى إنشاء المسرح الإقليمي سوتونغ في تانغن عام 1948. كان مسرح سوتونغ يستهدف في المقام الأول الدراما التي أهملتها المسارح المؤسسية وقدم مسرحيات كتبها مؤلفون نرويجيون بما في ذلك هنريك فيرغيلاند وهانز إي كينك وغيرهم. وعملت كمديرة فنية. وكان الفنان غونار جانسون مسؤولًا عن الديكور وألف إيفيند غروفن الموسيقى. ومنذ عام 1965 نقل مسرح سوتونغ إلى مركز اجتماعي في تانغن في هدمارك. وفي عام 1979 حصل مسرح سوتونغ على جائزة هدمارك.